# John King
John King (Boston, 30 de agosto de 1963) é um jornalista estadunidense. Ele é o principal correspondente nacional da CNN em Washington, DC e o atual apresentador do programa de entrevistas Inside Politics.